# Ixora arestantha
Ixora arestantha är en måreväxtart som beskrevs av Albert Charles Smith. Ixora arestantha ingår i släktet Ixora och familjen måreväxter. Inga underarter finns listade i Catalogue of Life.